# Ed Helms
Pour les articles homonymes, voir Helms.
Edward Helms, dit Ed Helms, est un acteur, humoriste, producteur de cinéma, scénariste et chanteur américain, né le 24 janvier 1974 à Atlanta.
Il est connu pour sa participation au Daily Show en tant que correspondant et pour son interprétation du personnage d'Andy Bernard (en) dans la série The Office, à partir de la troisième saison. Au cinéma, il connait la célébrité avec la série de films Very Bad Trip, dans lesquels il incarne l'un des quatre personnages principaux.

## Biographie
Edward Parker Helms est né à Atlanta en Géorgie. Il est d'origine anglaise, irlandaise, allemande, néerlandaise et française. Helms a subi une chirurgie à cœur ouvert à l'âge de 13 ans pour corriger une malformation cardiaque congénitale grave, qu'il a décrite comme supravalvulaire sténose aortique congénitale et sténose pulmonaire,. Selon lui, son opération a duré neuf heures et il a été maintenu dans une unité de soins intensifs pendant une semaine après.
Il a fréquenté l'Interlochen Center for the Arts (en) dans sa jeunesse et a obtenu son diplôme de Westminster School un an après son futur camarade de casting de The Office Brian Baumgartner en 1992. Helms est entré à l'Oberlin College avec une spécialisation en géologie, mais a finalement achevé ses études en 1996 avec un Bachelor of Arts en théorie et technologie cinématographiques. Il a passé un semestre comme étudiant d'échange à la Tisch School of the Arts de l'université de New York,,.
Ed Helms est le récipiendaire d'un doctorat honorifique en beaux-arts du Knox College, où il a prononcé le discours de début d'année 2013. En mai 2014, il a prononcé le discours de début d'année à l'université Cornell, alma mater d'Andy Bernard (en), le personnage qu'il a interprété pendant sept saisons dans The Office,. En mai 2015, Helms a prononcé le discours d'ouverture à l'université de Virginie.
Il est marié et a une fille.

## Filmographie
Sauf indication contraire, les informations mentionnées dans cette section peuvent être confirmées par la base de données cinématographiques IMDb,  présente dans la section « Liens externes ».

### Cinéma
- 2004 : Blackballed: The Bobby Dukes Story (en) : Bunker McLaughlin
- 2005 : Zombie-American : Glen le zombie
- 2006 : Everyone's Hero : Hobo Louie (voix)
- 2006 : La Nuit au musée : un dentiste (scène coupée, disponible dans les bonus du DVD)
- 2007 : Evan tout-puissant (Evan Almighty) : un reporter de l'arche
- 2007 : I'll Believe You : Leon
- 2007 : Walk Hard : L'Histoire de Dewey Cox (Walk Hard: The Dewey Cox Story) : le manager de la scène
- 2008 : Semi-pro : Turtleneck
- 2008 : Appelez-moi Dave (Meet Dave) : No. 2 – 2nd In Command
- 2008 : Lower Learning : Maurice
- 2008 : Harold et Kumar s'évadent de Guantanamo (Harold & Kumar Escape from Guantanamo Bay) : l'interprète
- 2009 : Manure : Chet Pigford
- 2009 : Confessions d'une accro du shopping (Confessions of a Shopaholic) : Garret E. Barton
- 2009 : Monstres contre Aliens (Monsters vs Aliens) : News Reporter (voix)
- 2009 : La Nuit au musée 2 (Night at the Museum: Battle of the Smithsonian) : un collègue de Larry
- 2009 : Very Bad Trip (The Hangover) : Dr Stuart « Stu » Price
- 2009 : The Goods: Live Hard, Sell Hard : Paxton Harding
- 2011 : Very Bad Trip 2 (The Hangover Part II) : Dr Stuart « Stu » Price
- 2011 : Bienvenue à Cedar Rapids (Cedar Rapids) : Tim Lippe
- 2011 : Jeff, Who Lives at Home : Pat
- 2012 : Le Lorax (Dr. Seuss' The Lorax) : The Once-Ler (voix)
- 2013 : Very Bad Trip 3 (The Hangover Part III) : Dr Stuart « Stu » Price
- 2013 : Les Miller, une famille en herbe : Brad Gurlinger
- 2014 : Stretch de Joe Carnahan : Karl
- 2015 : Vive les vacances (Vacation) de John Francis Daley et Jonathan M. Goldstein : Rusty Griswold
- 2015 : Noël chez les Cooper (Love the Coopers) de Jessie Nelson : Hank
- 2017 : The Clapper de Dito Montiel : Eddie Krumble
- 2017 : Capitaine Superslip (Captain Underpants: The First Epic Movie) de Rob Letterman : M. Krupp / Capitaine Slip (voix)
- 2017 : Mariés... mais pas trop (en) (I Do... Until I Don't) de Lake Bell : Noah
- 2017 : Le Secret des Kennedy (Chappaquiddick) de John Curran : Joe Gargan
- 2017 : Father Figures de Lawrence Sher : Peter Reynolds
- 2018 : Une drôle de fin (A Futile and Stupid Gesture) de David Wain : Tom Snyder
- 2018 : Tag : Une règle, zéro limite (Tag) de Jeff Tomsic : Hogan « Hoagie » Malloy
- 2019 : Corporate Animals de Patrick Brice : Brandon
- 2020 : Coffee & Kareem : officier Coffee
- 2023 : Family Switch : Bill Walker

### Télévision
- 2002-2006 : The Daily Show (émission de télévision) : Correspondent[Quoi ?]
- 2004 : Arrested Development : Les nouveaux pauvres (Arrested Development) (série télévisée) : James
- 2004 : Cheap Seats: Without Ron Parker (série télévisée) : Bradley Wallace
- 2005 : Lies and the Wives We Tell Them To (téléfilm)
- 2005 : Sunday Pants (série télévisée) : Neil the Angel (voix)
- 2006 : Samurai Love God (feuilleton télévisé) : Samurai Love God (voix)
- 2006 : The Colbert Report (émission de télévision) : narrateur - The On Notice Board: A Wonder of the Modern Age
- 2006-2013 : The Office (série télévisée) : Andy Bernard
- 2008 : Childrens Hospital (série télévisée) : Dr. Ed Helms
- 2008 : The Office: The Outburst (série télévisée) : Andy Bernard
- 2008 : Upright Citizens Brigade: Asssscat (téléfilm) : Guest Monologist
- 2008 : American Dad! (série télévisée) : M.. Buckley
- 2008 : Wainy Days (série télévisée) : Doctor
- 2009 : Les Griffin (Family Guy) (série télévisée)
- 2011 : Wilfred (série télévisée) : Darryl
- 2012 : The Mindy Project (série télévisée) : Dennis
- 2014 : Brooklyn Nine-Nine (série télévisée) : Jack Danger / Dingo (saison 2, épisode 8)
- 2020 : Aunty Donna's Big Ol House of Fun (série télévisée) : Egg Helms

### Clip
- 2013 : Hopeless Wanderer de  Mumford and Sons, réalisé par Sam Jones

## Voix françaises
En France, David Krüger est la voix française régulière d'Ed Helms. Olivier Cordina l'a également doublé à cinq reprises.
Au Québec, il est principalement doublé par Frédéric Paquet.